# Robert Allen Dyer
Robert Allen Dyer (Pietermaritzburg, 21 settembre 1900 – Johannesburg, 26 ottobre 1987) è stato un botanico sudafricano.

## Alcune opere
- The Succulent Euphorbiae (1941) con White & Sloane
- The South African Cicadas (Bothalia 1963)
- Flora of Southern Africa - Myrsinaceae, Primulaceae and Plumbaginaceae (1963)
- Flora of Southern Africa - Stangeriaceae, Zamiaceae (con Inez Verdoorn 1966)
- Genera of Southern African Flowering Plants (Vol.1, Dicots 1975) (Vol.2, Monocots 1976)